# Slavhandeln i Mongolväldet

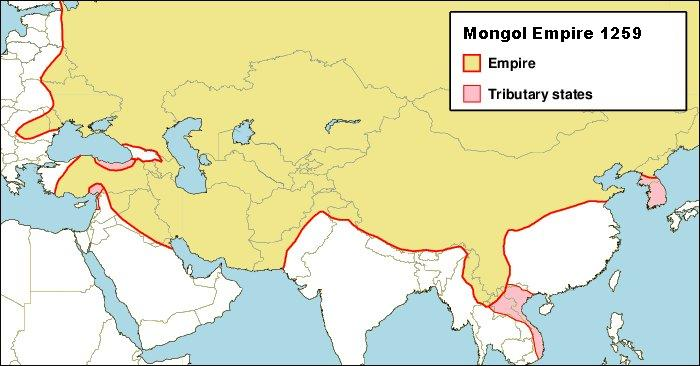
Historisk karta över det mongoliska väldet.

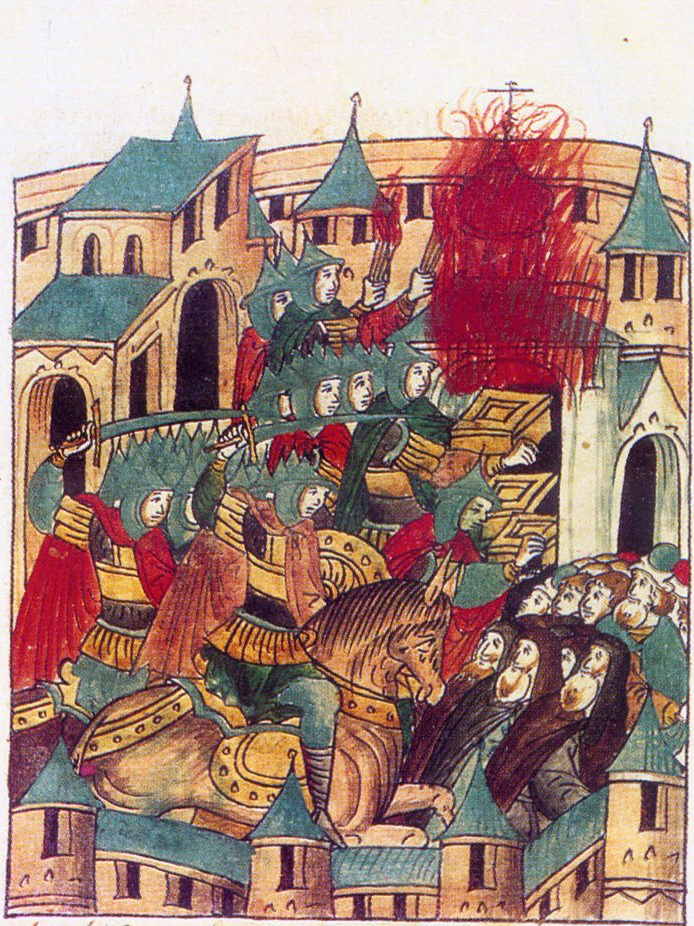
Sacking of Suzdal by Batu Khan

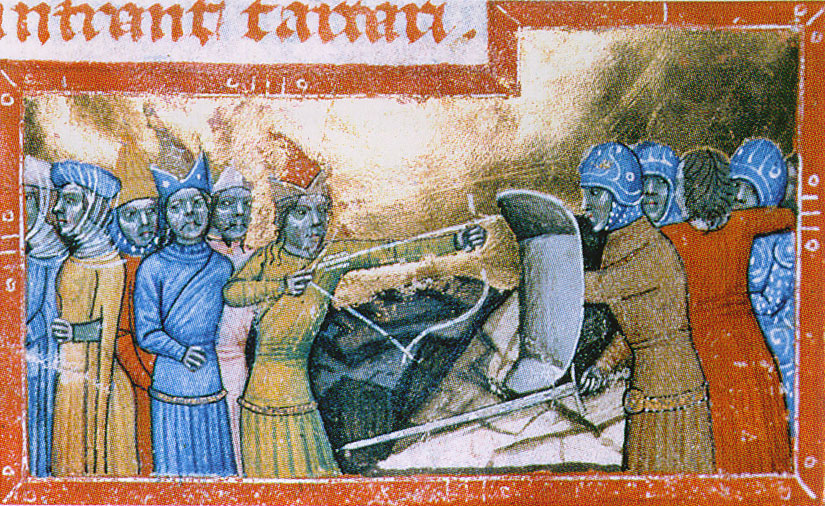
MongolsInHungary1285

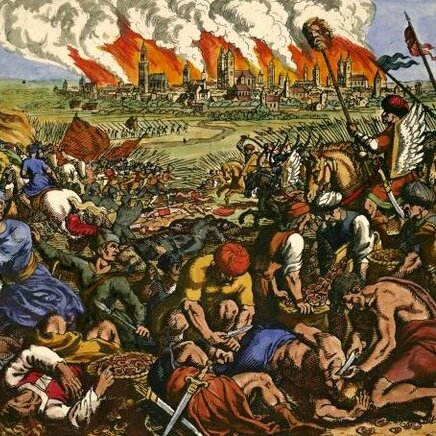
Bitwa pod Legnicą (cropped1to1)

Slavhandeln i Mongolväldet syftar på den slavhandel som ägde rum i Mongolväldet (1206–1368). 
Före imperiets tid hade slaveriet och slavhandeln i Mongoliet varit blygsamt, men erövringarna gav en stor tillförsel krigsfångar som traditionellt ansågs legitima att ta som slavar. Mongolväldet etablerade en omfattande internationell slavhandel grundad på de fångar de tog under sin krigföring och erövringar, och som de sedan sålde till andra delar av imperiet utifrån efterfrågan genom ett nätverk av städer. 
Det slavhandelsnät som uppkom under Mongolväldet, byggde delvis på tidigare handelsleder, och delvis på nya. Många av de centrum för slavhandel som ingick i det överlevde i sekel efter Mongolväldets fall, så som slavhandeln i Buchara, som upphörde på 1870-talet. 

## Slavkällor
Mongolernas slavhandel byggde på krigsfångar och tributer, och deras ständiga krigföring innebar ett tillflöde av krigsfångar till rikets nätverk av slavmarknader. 
När mongolerna intog en stad tillfångatog de ofta personer som kunde vara värdefulla på slavmarknaden, så som hantverkare och andra personer med utbildning.
Mongolerna hade ett system för vilka som fördes bort som fångar: seden var att räkna tio pojkar och välja en som fånge, och göra detsamma med tio flickor; om en man hade tre söner togs en av dem som slav; av vuxna kunde alla ogifta män och kvinnor valfritt tas som slavar. 
Mongolrikets standard var att begära lösensumma för fångar, och annars sälja dem som slavar.
Mongolerna krävde ofta slavar i tribut: detta bruk stoppade först när mongolerna 1257–1259 införde en fast reglerad tributskatt från Ryssland i form av silver och pälsverk.
Slavarna fördelades sedan på marknaden i olika delar av imperiet.

## Handel
Mongolväldet bedrev en massiv internationell slavhandel med krigsfångar under Mongolväldets invasioner och erövringar, och utnyttjade ett nätverk av städer för att transportera slavar av olika etnicitet och religion till andra delar av imperiet där det fanns marknad för dem; så som kristna slavar till den muslimska världen och muslimska slavar till den kristna.
Imperiets slavhandelsnätverk gick rutten Nordkina–Nordindien–Mellanöstern, och upp till Kipchak-stäppen mellan Kaspiska och Svarta havet mot Europa; centrum var huvudstaden Qaraqorum och därefter de olika khanatens huvudstäder, och även befintliga slavcentrum användes för att transportera slavarna mot imperiets periferier: bland dessa var Centralasiens gamla slavhandelscentrum Buchara, som alltså integrerades i Mongolväldets lukrativa slavhandel.
Slavhandeln på Svarta havet dominerades av Genua och Venedig, som etablerade sig där parallellt med Mongolinvasionen av Rus, vilket utvecklade sig till ett samarbete mellan mongolerna och de italienska slavhandlarna: invasionen översvämmade marknaden med krigsfångar som såldes av mongolerna som slavar via hamnarna vid Svarta havet; mongolerna gynnade italienarnas slavhandel genom att sälja krigsfångar till dem som slavar.

## Slavmarknaden
En av faktorerna för att bedöma vilka slavar som var relevanta för vilka marknader var den religiösa, då till exempel kristna och muslimer inte köpte slavar av sin egen religion, vilket innebar att de fick säljas över religionsgränserna; en andra betydande faktor var militärt slaveri, en mycket stor marknad i den muslimska världen, som krävde främst turkiska män; och en tredje var smak som krävde olika etniciteter för olika ändamål, så som tatarer som var populära som husslavar i Italien, turkar som föredrogs som slavsoldater i Mellanöstern och koreanska kvinnor som var eftertraktade som konkubiner i Kina.

### Europa
Mongolerna försåg Europa med slavar via de italienska slavhandlarna i Kaffa på Krim. Dessa var främst tatariska krigsfångar som förslavats som krigsfångar till följd av Mongolrikets inre strider: 80–90 procent av alla slavar som såldes till Europa från Krim 1351–1408 var av tatarisk etnicitet. 
Den europeiska slavmarknaden var dock liten och mongolerna exporterade merparten av slavarna till den muslimska världen.

### Indien
Den mest betydande marknaden för mongolerna i Indien var det muslimska Delhisultanatet, som var beroende av turkiska slavsolder; dess exporterades till Indien via Hindu Kush från Centralasien.

### Kina
Kina hade traditionellt ingen stor slavmarknad, då den fria bondeklassen i Kina istället kunde kommenderas ut för olika arbeten. Slavmarknaden i Kina var därför mindre än i andra samtida samhällen. 
Det fanns dock ändå slavar i Kina, även om de utgjorde en minoritet. Kina hade en klass av statligt ägda slavar, som sysselsattes inom olika statliga institutioner, så som de statliga bryggerierna, hantverk och administration.
Det fanns även en marknad för sexslavar, så som konkubiner, och koreanska konkubiner uppges ha varit särskilt eftertraktade.
I kontrast till det samtida Europa och Mellanöstern, fanns det inget förbud mot att förslava personer av samma kultur och religion i Kina. I Kina var slaveri ett straff för personer som dömts för brott,  och det var också vanligt för personer att sälja sig själva eller sina barn till slaveri. 
De flesta slavar i Kina var därför kineser snarare än utlänningar, och det fanns därför bara en blygsam marknad i Kina för mongolernas slavhandel. De utländska slavar som fördes av mongolerna till Kinas slavmarknad var främst kipchak, ryssar och koreaner. 
Däremot var kinesiska slavar populära som slavar utomlands, och mongolerna upprätthöll en handel med kinesiska slavar utomlands till Mongoliet och Mellanöstern till 1330-talet.

### Mellanöstern
Den muslimska världen utgjorde den största slavmarknaden i Mongolväldet. Traditionellt fanns en stor marknad i den muslimska världen för flickor inom sexuellt slaveri som konkubiner, och pojkar för militärt slaveri att uppfostra till slavsoldater. 
Slavsoldater (ghulam) exporterades från Kina över Centralasien till Iran; de arabiska fångarna efter Bagdads fall 1258 fördes till Azerbajdzjan eller Mongoliet; turkiska soldater exporterades av Gyllene Horden via Svarta havet till Egypten; tatariska husslavar exporterades till Europa via Svarta havet; i Mellanöstern var Tabriz och Aleppo mongolernas främsta slavmarknader.
De flesta slavar som exporterades av mongolerna via Kaffa till Europa var tatarer och mongoler, med en minoritet indiska och kinesiska flickor; de slavar som fördes av mongolerna till Kinas slavmarknad var främst kipchak, ryssar och koreaner; och när Akka föll 1291 exporterades dess frankiska kristna befolkning som slavar till Bagdad.
I det mongoliska Ilkhanatet i Iran uppgavs de flesta mongoliska soldater äga slavar som användes för att odla deras tilldelade mark.

### Mongoliet
Det fanns också en marknad för slavar i Mongoliet självt. Slaveri hade spelat en blygsam roll i Mongoliet före Mongolväldet. Den nomadiska livsstilen innebar ett begränsat behov av slavar, som mest bara förekom som ett marginellt fenomen för en segrande militär ledare att visa sin prestige och status. Manliga slavar kunde användas som herdar, men kvinnliga slavar var betydligt högre värderade då de kunde användas inte endast som herdar utan en stor mängd olika hushållsysslor liksom för sexuellt slaveri som hustrur och konkubiner.
Slaveriet i Mongoliet expanderade dock i takt med de militära erövringarnas större tillgång till krigsfångar. Då ett större lyxbehov utvecklades i den mongoliska huvudstaden uppskattades också skickliga hantverkare av olika slag. Slaveriet lyckades dock aldrig expandera till att få någon permanent grund, och därför började det också krympa igen när Mongolväldet upplöstes.

## Avslut
Mongolväldet upplöstes gradvis efter 1294 även om det formellt bestod till 1368. Dess slavhandelsnät fortsatte på många håll som enskilda slavmarknader: slavhandeln i Buchara fortsatte fram till 1873.